# Dolichocolon africanum
Dolichocolon africanum är en tvåvingeart som beskrevs av Louis-Paul Mesnil 1968. Dolichocolon africanum ingår i släktet Dolichocolon och familjen parasitflugor.
Artens utbredningsområde är Kongo. Inga underarter finns listade i Catalogue of Life.